# Alegeri locale în județul Ilfov, 2024
În județul Ilfov, alegerile locale din 2024 s-au desfășurat pe 9 iunie 2024.
La alegeri la nivel de județ, și la unele primării, Partidul Social Democrat și Partidul Național Liberal au participat împreună sub denumirea de Alianța Electorală PSD-PNL. PNL și-a păstrat, în mare, controlul asupra județului. PSD și-a păstrat primăriile câștigate la alegerile anterioare iar Uniunea Salvați România, care a candidat în alianță cu partidele Forța Dreptei și Mișcarea Populară sub egida Alianța Dreapta Unită, și a păstrat reprezentarea la nivel județean și a recâștigat primăria Corbeanca. Hubert Thuma a fost reconfirmat în funcția de președinte al Consiliului Județean.

## Rezultate Consiliul Județean
| Candidat | Candidat               | Partid/alianță                  | Voturi  | Procentaj |
| -------- | ---------------------- | ------------------------------- | ------- | --------- |
|          | Hubert Thuma           | Alianța Electorală PSD-PNL      | 131.536 | 59,26 %   |
|          | Ionel Dancă            | Alianța Dreapta Unită           | 42.861  | 19,31 %   |
|          | Sergiu-Daniel Mihalcea | Alianța pentru Unirea Românilor | 28.794  | 12,97 %   |
|          | Victor-Horia Bobei     | S.O.S. România                  | 12.581  | 5,66 %    |
|          | Claudiu Tănăsescu      | Partidul România Mare           | 6.172   | 2,78 %    |
| Total    | Total                  | Total                           | 221.944 | 100%      |

| Partid | Partid                          | Voturi  | Procentaj | Mandate |
| ------ | ------------------------------- | ------- | --------- | ------- |
|        | Alianța Electorală PSD-PNL      | 127.816 | 57,68%    | 22      |
|        | Alianța Dreapta Unită           | 41.158  | 18,57%    | 7       |
|        | Alianța pentru Unirea Românilor | 29.309  | 13,22%    | 5       |
|        | S.O.S. România                  | 9.113   | 4,11%     | 0       |
|        | Partidul România Mare           | 4.010   | 1,80%     | 0       |
|        | Partidul Verde                  | 3.583   | 1,61%     | 0       |
|        | Partidul Umanist Social Liberal | 3.114   | 1,40%     | 0       |
|        | PRO România                     | 2.383   | 1,07%     | 0       |
|        | Alianța România Socialistă      | 1.092   | 0,49%     | 0       |
| Total  | Total                           | 221.578 | 100%      | 34      |

## Rezultatele complete în județul Ilfov
| Oraș                    | Primari                    | Primari | Primari |     | Rezultate Consiliu Local | Rezultate Consiliu Local | Rezultate Consiliu Local | Rezultate Consiliu Local | Rezultate Consiliu Local | Rezultate Consiliu Local | Rezultate Consiliu Local | Rezultate Consiliu Local | Rezultate Consiliu Local | Rezultate Consiliu Local | Rezultate Consiliu Local | Rezultate Consiliu Local | Rezultate Consiliu Local |
| Oraș                    | Câștigător                 | Partid  | Partid  | PNL | PSD                      | ADU                      | AUR                      | PRO                      | PMP                      | PUSL                     | PV                       | PER                      | REPER                    | SOS RO                   | USR                      | Ind.                     |                          |
| ----------------------- | -------------------------- | ------- | ------- | --- | ------------------------ | ------------------------ | ------------------------ | ------------------------ | ------------------------ | ------------------------ | ------------------------ | ------------------------ | ------------------------ | ------------------------ | ------------------------ | ------------------------ | ------------------------ |
| Orașul Popești-Leordeni | Petre Iacob                |         | PSD     | 2   | 8                        | 4                        | 4                        | 0                        | 0                        | 0                        | 0                        | 0                        | 0                        | 0                        | 0                        | 0                        |                          |
| Orașul Voluntari        | Florentin Pandele          |         | PSD     | 2   | 12                       | 3                        | 2                        | 0                        | 0                        | 0                        | 0                        | 0                        | 0                        | 0                        | 0                        | 0                        |                          |
| Orașul Bragadiru        | Gabriel Lupulescu          |         | PNL     | 7   | 3                        | 7                        | 2                        | 0                        | 0                        | 0                        | 0                        | 0                        | 0                        | 0                        | 0                        | 0                        |                          |
| Orașul Pantelimon       | Marian Ivan                |         | PSD-PNL | 13  | 13                       | 3                        | 3                        | 0                        | 0                        | 0                        | 0                        | 0                        | 0                        | 0                        | 0                        | 0                        |                          |
| Orașul Otopeni          | Constantin-Silviu Gheorghe |         | PNL     | 8   | 3                        | 5                        | 1                        | 0                        | 0                        | 1                        | 0                        | 0                        | 0                        | 0                        | 0                        | 1                        |                          |
| Orașul Buftea           | Gheorghe Pistol            |         | PNL     | 11  | 2                        | 3                        | 0                        | 3                        | 0                        | 0                        | 0                        | 0                        | 0                        | 0                        | 0                        | 0                        |                          |
| Orașul Chitila          | Emilian Oprea              |         | PNL     | 11  | 2                        | 2                        | 2                        | 0                        | 0                        | 0                        | 0                        | 0                        | 0                        | 0                        | 0                        | 0                        |                          |
| Orașul Măgurele         | Narcis-Cătălin Constantin  |         | PNL     | 10  | 2                        | 0                        | 2                        | 0                        | 0                        | 0                        | 0                        | 0                        | 0                        | 0                        | 3                        | 0                        |                          |

| Comună                    | Primari                           | Primari | Primari |     | Rezultate Consiliu Local | Rezultate Consiliu Local | Rezultate Consiliu Local | Rezultate Consiliu Local | Rezultate Consiliu Local | Rezultate Consiliu Local | Rezultate Consiliu Local | Rezultate Consiliu Local | Rezultate Consiliu Local | Rezultate Consiliu Local | Rezultate Consiliu Local | Rezultate Consiliu Local | Rezultate Consiliu Local | Rezultate Consiliu Local | Rezultate Consiliu Local | Rezultate Consiliu Local | Rezultate Consiliu Local | Rezultate Consiliu Local | Rezultate Consiliu Local    | Rezultate Consiliu Local |
| Comună                    | Câștigător                        | Partid  | Partid  | PNL | PSD                      | AUR                      | ADU                      | USR                      | FD                       | SOS RO                   | PRO                      | PSD-PV                   | PUSL                     | PMP                      | PV                       | REPER                    | PR                       | PRM                      | PER                      | PNȚCD                    | AD                       | Ind.                     | Partide locale/alte partide |                          |
| ------------------------- | --------------------------------- | ------- | ------- | --- | ------------------------ | ------------------------ | ------------------------ | ------------------------ | ------------------------ | ------------------------ | ------------------------ | ------------------------ | ------------------------ | ------------------------ | ------------------------ | ------------------------ | ------------------------ | ------------------------ | ------------------------ | ------------------------ | ------------------------ | ------------------------ | --------------------------- | ------------------------ |
| Comuna 1 Decembrie        | Gheorghe Petre                    |         | PSD-PNL | 7   | 7                        | 4                        | 2                        | 0                        | 0                        | 0                        | 2                        | 0                        | 0                        | 0                        | 0                        | 0                        | 0                        | 0                        | 0                        | 0                        | 0                        | 0                        | 0                           |                          |
| Comuna Afumați            | Gabriel Dumănică                  |         | PNL     | 11  | 0                        | 1                        | 0                        | 0                        | 0                        | 0                        | 1                        | 3                        | 0                        | 0                        | 0                        | 0                        | 0                        | 0                        | 0                        | 0                        | 0                        | 0                        | 0                           |                          |
| Comuna Balotești          | Cristian-Ștefan Pretorian         |         | PSD     | 2   | 10                       | 1                        | 0                        | 3                        | 1                        | 0                        | 1                        | 0                        | 0                        | 0                        | 0                        | 0                        | 0                        | 0                        | 0                        | 0                        | 0                        | 0                        | 0                           |                          |
| Comuna Berceni            | George Ene                        |         | PNL     | 9   | 5                        |                          | 0                        | 0                        | 0                        | 0                        | 0                        | 0                        | 0                        | 0                        | 0                        | 0                        | 0                        | 0                        | 0                        | 0                        | 1                        | 0                        | 3                           |                          |
| Comuna Brănești           | Nicolae Cismaru                   |         | PNL     | 11  | 2                        | 1                        | 0                        | 0                        | 0                        | 0                        | 0                        | 0                        | 0                        | 0                        | 0                        | 0                        | 0                        | 0                        | 0                        | 0                        | 0                        | 0                        | 0                           |                          |
| Comuna Cernica            | Gelu Apostol                      |         | PSD-PNL | 14  | 14                       | 2                        | 0                        | 0                        | 0                        | 1                        | 0                        | 0                        | 0                        | 0                        | 0                        | 0                        | 0                        | 0                        | 0                        | 0                        | 0                        | 0                        | 0                           |                          |
| Comuna Chiajna            | Mircea Minea                      |         | PNL     | 8   | 3                        | 2                        | 0                        | 6                        | 0                        | 0                        | 0                        | 0                        | 0                        | 0                        | 0                        | 0                        | 0                        | 0                        | 0                        | 0                        | 0                        | 0                        | 0                           |                          |
| Comuna Ciolpani           | Bogdan-Cristian Călin             |         | PNL     | 9   | 3                        | 2                        | 0                        | 1                        | 0                        | 0                        | 0                        | 0                        | 0                        | 0                        | 0                        | 0                        | 0                        | 0                        | 0                        | 0                        | 0                        | 0                        | 0                           |                          |
| Comuna Clinceni           | Adrian Budeanu                    |         | PNL     | 9   | 1                        | 2                        | 2                        | 0                        | 0                        | 1                        | 0                        | 0                        | 0                        | 0                        | 0                        | 0                        | 0                        | 0                        | 0                        | 0                        | 0                        | 0                        | 0                           |                          |
| Comuna Copăceni           | Ionuț Marin                       |         | PSD-PNL | 8   | 8                        | 2                        | 0                        | 0                        | 0                        | 0                        | 0                        | 0                        | 1                        | 0                        | 0                        | 0                        | 0                        | 0                        | 0                        | 0                        | 0                        | 0                        | 0                           |                          |
| Comuna Corbeanca          | Ștefan-Adrian Apăteanu            |         | ADU     | 3   | 3                        | 2                        | 9                        | 0                        | 0                        | 0                        | 0                        | 0                        | 0                        | 0                        | 0                        | 0                        | 0                        | 0                        | 0                        | 0                        | 0                        | 0                        | 0                           |                          |
| Comuna Cornetu            | Eduard-Adrian Stoica              |         | PSD-PNL | 11  | 11                       | 3                        | 0                        | 1                        | 0                        | 0                        | 0                        | 0                        | 0                        | 0                        | 0                        | 0                        | 0                        | 0                        | 0                        | 0                        | 0                        | 0                        | 0                           |                          |
| Comuna Dascălu            | Costin-Mugurel Manea              |         | PSD     | 4   | 7                        | 1                        | 1                        | 0                        | 0                        | 0                        | 0                        | 0                        | 0                        | 0                        | 0                        | 0                        | 0                        | 0                        | 0                        | 0                        | 0                        | 0                        | 0                           |                          |
| Comuna Dărăști-Ilfov      | Ștefan Iancu                      |         | PSD-PNL | 7   | 7                        | 2                        | 2                        | 0                        | 0                        | 0                        | 0                        | 0                        | 1                        | 1                        | 2                        | 0                        | 0                        | 0                        | 0                        | 0                        | 0                        | 0                        | 0                           |                          |
| Comuna Dobroești          | Valentin-Laurențiu Condu          |         | PSD-PNL | 7   | 7                        | 2                        | 4                        | 0                        | 0                        | 0                        | 0                        | 0                        | 0                        | 0                        | 0                        | 0                        | 0                        | 0                        | 0                        | 0                        | 0                        | 0                        | 0                           |                          |
| Comuna Domnești           | Ioan-Adrian Ghiță                 |         | PSD-PNL | 17  | 17                       | 0                        | 0                        | 0                        | 0                        | 0                        | 0                        | 0                        | 0                        | 0                        | 0                        | 0                        | 0                        | 0                        | 0                        | 0                        | 0                        | 0                        | 0                           |                          |
| Comuna Dragomirești-Vale  | Gheorghe Socol                    |         | PSD-PNL | 12  | 12                       | 3                        | 0                        | 0                        | 0                        | 0                        | 0                        | 0                        | 0                        | 0                        | 0                        | 0                        | 0                        | 0                        | 0                        | 0                        | 0                        | 0                        | 0                           |                          |
| Comuna Glina              | Ionuț-Răzvan Tudor                |         | PNL     | 11  | 1                        | 3                        | 0                        | 0                        | 0                        | 0                        | 0                        | 0                        | 0                        | 0                        | 0                        | 0                        | 0                        | 0                        | 0                        | 0                        | 0                        | 0                        | 0                           |                          |
| Comuna Gruiu              | Ion Samoilă                       |         | PNL     | 11  | 1                        | 1                        | 2                        | 0                        | 0                        | 0                        | 0                        | 0                        | 0                        | 0                        | 0                        | 0                        | 0                        | 0                        | 0                        | 0                        | 0                        | 0                        | 0                           |                          |
| Comuna Grădiștea          | Mihail Toma                       |         | PSD-PNL | 9   | 9                        | 4                        | 0                        | 0                        | 0                        | 0                        | 0                        | 0                        | 0                        | 0                        | 0                        | 0                        | 0                        | 0                        | 0                        | 0                        | 0                        | 0                        | 0                           |                          |
| Comuna Găneasa            | Raul-Gabriel Niculae              |         | PNL     | 9   | 6                        | 0                        | 0                        | 0                        | 0                        | 0                        | 0                        | 0                        | 0                        | 0                        | 0                        | 0                        | 0                        | 0                        | 0                        | 0                        | 0                        | 0                        | 0                           |                          |
| Comuna Jilava             | Elefterie-Ilie Petre              |         | PNL     | 7   | 7                        | 1                        | 0                        | 0                        | 0                        | 1                        | 0                        | 0                        | 0                        | 1                        | 0                        | 0                        | 0                        | 0                        | 0                        | 0                        | 0                        | 0                        | 0                           |                          |
| Comuna Moara Vlăsiei      | Andrei Filip                      |         | PNL     | 14  |                          | 1                        | 0                        | 0                        | 0                        | 0                        | 0                        | 0                        | 0                        | 0                        | 0                        | 0                        | 0                        | 0                        | 0                        | 0                        | 0                        | 0                        | 0                           |                          |
| Comuna Mogoșoaia          | Florin-Răducu Covaci              |         | PNL     | 9   | 1                        | 1                        | 0                        | 4                        | 0                        | 0                        | 0                        | 0                        | 0                        | 0                        | 0                        | 0                        | 0                        | 0                        | 0                        | 0                        | 0                        | 0                        | 0                           |                          |
| Comuna Nuci               | Georgel Vasile                    |         | PSD-PNL | 6   | 6                        | 0                        | 0                        | 0                        | 5                        | 0                        | 0                        | 0                        | 0                        | 0                        | 0                        | 0                        | 0                        | 0                        | 0                        | 0                        | 0                        | 0                        | 0                           |                          |
| Comuna Periș              | Cristian Gheorghe                 |         | PNL     | 6   | 3                        | 2                        | 0                        | 3                        | 0                        | 0                        | 0                        | 0                        | 0                        | 0                        | 0                        | 0                        | 0                        | 0                        | 0                        | 0                        | 0                        | 0                        | 1                           |                          |
| Comuna Petrăchioaia       | Mihai Dobre                       |         | PNL     | 7   | 5                        | 1                        | 0                        | 0                        | 0                        | 0                        | 0                        | 0                        | 0                        | 0                        | 0                        | 0                        | 0                        | 0                        | 0                        | 0                        | 0                        | 0                        | 0                           |                          |
| Comuna Snagov             | Mihai Anghel                      |         | PNL     | 7   | 7                        | 0                        | 0                        | 0                        | 0                        | 0                        | 0                        | 0                        | 0                        | 0                        | 0                        | 0                        | 0                        | 0                        | 0                        | 0                        | 0                        | 1                        | 0                           |                          |
| Comuna Ștefăneștii de Jos | Virgiliu-Mircea-Daniel Gheorghiță |         | PNL     | 7   | 5                        | 0                        | 0                        | 2                        | 0                        | 2                        | 0                        | 0                        | 0                        | 1                        | 0                        | 0                        | 0                        | 0                        | 0                        | 0                        | 0                        | 0                        | 0                           |                          |
| Comuna Tunari             | Cristian Niculae                  |         | PSD     |     | 1                        | 11                       | 1                        | 2                        | 0                        | 0                        | 0                        | 0                        | 0                        | 0                        | 0                        | 0                        | 0                        | 0                        | 0                        | 0                        | 0                        | 0                        | 0                           | 0                        |
| Comuna Vidra              | Marian Tudor                      |         | PNL     |     | 10                       | 3                        | 2                        | 0                        | 0                        | 0                        | 0                        | 0                        | 0                        | 0                        | 0                        | 0                        | 0                        | 0                        | 0                        | 0                        | 0                        | 0                        | 0                           | 0                        |

| Partid | Partid                                  | Mandate | Procentaj Mandate |
| ------ | --------------------------------------- | ------- | ----------------- |
|        | Partidul Național Liberal               | 223     | 35,39%            |
|        | Partidul Social Democrat                | 122     | 19,36%            |
|        | Alianța Electorală PSD-PNL              | 111     | 17,61%            |
|        | Alianța pentru Unirea Românilor         | 60      | 9,52%             |
|        | Alianța Dreapta Unită                   | 55      | 8,73%             |
|        | Uniunea Salvați România                 | 24      | 3,80%             |
| Sub 1% |                                         |         |                   |
|        | Forța Dreptei                           | 6       | 0,95%             |
|        | S.O.S. România                          | 5       | 0,79%             |
|        | PRO România                             | 5       | 0,79%             |
|        | Partidul Mișcarea Populară              | 3       | 0,47%             |
|        | Partidul Umanist Social Liberal         | 3       | 0,47%             |
|        | Alianța Electorală PSD-PV               | 3       | 0,47%             |
|        | Grupul de Acțiune Locală Berceni        | 3       | 0,47%             |
|        | Independenți                            | 2       | 0,31%             |
|        | Reînnoim Proiectul European al României | 1       | 0,15%             |
|        | Partidul Alternativa Dreaptă            | 1       | 0,15%             |
|        | Partidul România Noastră                | 1       | 0,15%             |
| Total  | Total                                   | 630     | 100%              |